# LIVゴルフ
LIVゴルフ（リブゴルフ、LIV Golf）は2021年に設立したゴルフ組織で、サウジアラビアにより投資。グレッグ・ノーマンとも関わりがあり、また招待シリーズの運営も行う。LIVはローマ数字で54を表す。

## LIVゴルフシリーズ
2022年から行う招待シリーズは54ホールストローク、ショットガンスタートで行い、1大会総額2000万ドル(団体戦は500万ドル)と破格。最終戦のチーム戦に至っては3000万ドルと超破格。2022シーズンは6月にセンチュリオンクラブで開幕。アメリカ・アジア・サウジアラビアなどを転戦し、最終戦は10月にマイアミでチーム戦で行う。2023シーズンから本格的にリーグ戦を行い、14大会実施予定。

## 歴代成績
| 年   | 個人ポイントレース1位  | 個人ポイントレース1位 | 団体戦1位   | 団体戦1位 | ツアー賞金王           | ツアー賞金王   |
| ---- | ---------------------- | --------------------- | ----------- | --------- | ---------------------- | -------------- |
| 2024 | ジョン・ラーム         | 235                   | Ripper GC   | 151       | ジョン・ラーム         | 34,737,904     |
| 2023 | テーラー・ゴーチ       | 192                   | Crushers GC | 186       | テーラー・ゴーチ       | 39,507,512ドル |
| 2022 | ダスティン・ジョンソン | 135                   | 4 Aces GC   | 152       | ダスティン・ジョンソン | 35,637,767ドル |

1. ↑  Lucas Herbert, Matt Jones, Marc Leishman and Cameron Smith (c)
2. ↑  ポール・ケーシー, ブライソン・デシャンボー, Charles Howell III, Anirban Lahiri
3. ↑  Talor Gooch, ダスティン・ジョンソン, パット・ペレス and パトリック・リード

## 反応

### PGAツアー
PGAツアーはジェイ・モナハン会長名義で同シリーズ参戦選手は今後一切出場停止ないし除名処分もあり得ると警告し、2022年6月9日には招待シリーズに参加したフィル・ミケルソンやダスティン・ジョンソンら17人の下部ツアーも含めたPGAツアーの出場停止処分を発表した。このうちダスティン・ジョンソンら10人は既にPGAツアーから撤退する意向を示している。DPワールドツアーもLIV参戦選手に罰金と出場停止が課せられた。更に参戦継続で同様の措置がとられる。

### PGAツアー参加選手
LIVゴルフ側は、目玉選手としてジャック・ニクラスに対し1億ドル以上のオファーを出したが、ニクラウスは断った。また、タイガー・ウッズにも高額なオファーを出したが、こちらも断られている。
ブライソン・デシャンボーはPGAツアーにとどまる意志を示していたが、2022年6月10日、開幕戦の第2ラウンドが行われている最中に、LIVゴルフはデシャンボーとの間で参戦契約を結んだことを発表した。また、翌11日にはパトリック・リードとの参戦契約も発表された。

### 全米ゴルフ協会
一方で全米ゴルフ協会は新リーグを認めるものではないとしつつも、「もともと設定されていた出場基準を、今になって変更することは適切ではなく、競技者にとって公平ではない」として招待シリーズ参加者の同年の全米オープンへの出場を認めた。

### 日本ゴルフツアー機構
日本ゴルフツアー機構は谷原秀人ら招待シリーズに参加した者の自団体主催試合への出場を認める考えを示している。

### 後援するサウジアラビアに拒否反応を示す人々
2022年6月に行われた開幕戦に出場した選手は、サウジアラビアの人権問題に関する厳しい質問を浴び、多額の見返りに飛びついた金の亡者という批判を受けた。特に、総額470万ドルの優勝賞金を獲得したシャール・シュワーツェルには、賞金の出どころがサウジアラビア王家であることが気にならないかとの質問が飛び、「20年のキャリアで、賞金の出どころに目を向けたことは一度もない」と返している。
また、2001年のアメリカ同時多発テロの遺族会メンバーは、開幕戦に出場したアメリカ人選手に対し「あなた方の新たなビジネスパートナーであるサウジアラビア王国は、テロリストに金銭的、物質的な支援を行い、それによってテロリストはわが国を攻撃した」とする公開書簡を送った。

### 統合
PGAツアーはLIVゴルフとの事業統合に合意した。ただし、911テロ遺族は依然として反発している。